# لورا إستير
لورا إستير (بالإسبانية: Laura Ester)‏،(مواليد 20 يناير 1990)،هي لاعبة كرة ماء إسبانية، تلعب في مركز حراسة المرمى.
شاركت في فوز منتخب إسبانيا بالميدالية الفضية في أولمبياد لندن 2012.

## روابط خارجية
- لورا إستير على موقع الاتحاد الدولي للسباحة (الإنجليزية)
- لورا إستير على موقع اللجنة الأولمبية الدولية (الإنجليزية)
- لورا إستير على موقع أوليمبيديا (الإنجليزية)